# Џин Марш
Џин Линдзи Торен Марш (енгл. Jean Lyndsey Torren Marsh; Стоук Њуингтон, 1. јул 1934 — Лондон, 13. април 2025) била је британска глумица. Маршова је ко-креирала телевизијску серију Господска кућа (1971−1975), у којој је тумачила улогу Роуз Бак, за коју је награђена наградом Еми за најбољу главну глумицу у драмској серији.
Између осталих, појавила се у филмовима Клеопатра (1963), Махнитост (1972), Орао је слетео (1976), Замена (1980), Вилоу (1988), као и телевизијској серији Доктор Ху, где је тумачила улогу Саре Кингдом.